# Jacob van Campen
Jacob van Campen, född 2 februari 1596 i Haarlem, Nederländerna, död 13 september 1657 i Amersfoort, nederländsk arkitekt och konstnär.
Jacob van Campen hade flera inspirationskällor för sin arkitektur: Andrea Palladio, Louis Le Vau och François Mansart. 
Mest känd är van Campen sannolikt för Mauritshuis (1633) i Haag, ritat av van Campen och uppfört av Pieter Post. Byggnaden, som uppfördes för prins Maurits av Nassau, ligger mitt i en sjö i Haags centrum och dominerar staden trots sin anspråkslösa storlek. Detta beror på att van Campen i fasadens pilastrar använde en kolossalordning, vilket kom byggnaden att verka mer imposant. Pilastrarna samt pedimentets allegoriska basrelief utgör denna återhållsamma byggnads enda dekoration. Byggnaden företer ett släktskap med den franska klassicismen, men det saknas bevis för ett direkt franskt inflytande. Dess interiör är byggd omkring ett centralt trapphus.
Han planerade även Stadshuset (1648-1665) i Amsterdam, som idag är kungligt slott (Paleis op de Dam). Bland dem som ombads måla för stadshusets räkning fanns Rembrandt, men hans förslag Batavernas trohetsed förkastades. I Haarlem byggde han om rådhuset och uppförde i klassisk stil Nya kyrkan.
van Campen var även en skicklig tecknare och arbetade även som målare.